# Insteekdok Vilvoorde

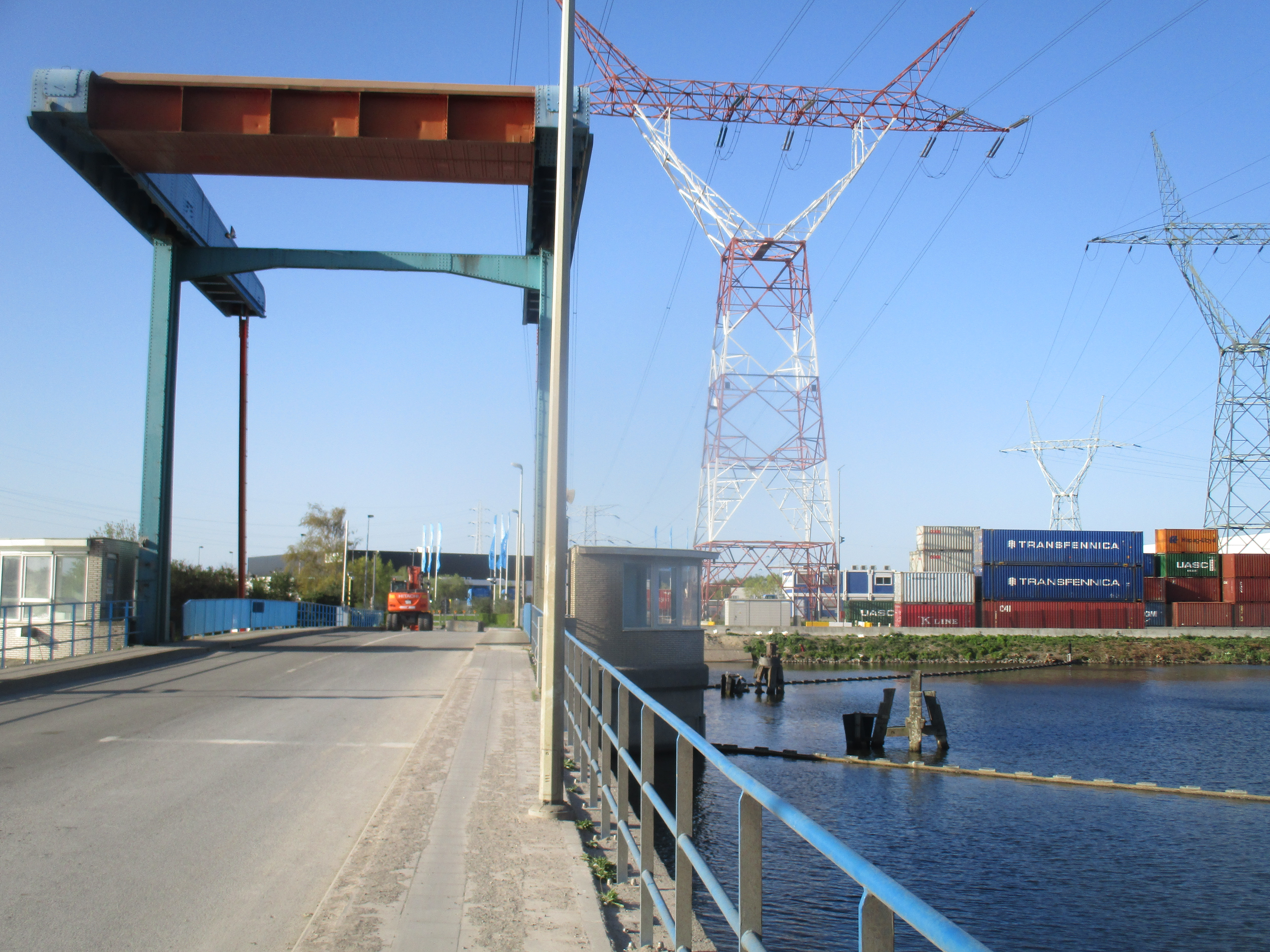
De Willemsbrug is de enige brug over het insteekdok

Het Insteekdok van Vilvoorde (voorheen Dok van Vilvoorde, in de volksmond de Darse) is een havendok dat aansluit op het Zeekanaal Brussel-Schelde in de gemeente Grimbergen en de stad Vilvoorde.
Het insteekdok is 1520 meter lang. Voor bijna 1300 meter lengte is het dok 100 meter breed (of breder).
De Willemsbrug is de enige brug over het dok. Aan het oostelijke einde van het dok is er een overloop van het kanaal naar de Zenne. Over deze overloop loopt de Havendoklaan.

## Aanleg
Het dok werd aangelegd in de jaren 40 van de twintigste eeuw. Op hetzelfde moment werd de loop van de Zenne rechtgetrokken tussen de Duchéstraat in Vilvoorde en de huidige samenloop van oude en nieuwe Zenne ten zuiden van Eppegem. Gelijk met de aanleg van het dok werd de Gouletbrug (nu Willemsbrug) en de weg over de overloopconstructie aan het oostelijke einde (huidige Havendoklaan) gebouwd.